# Линшоу
Линшо́у (кит. упр. 灵寿, пиньинь Língshòu) — уезд городского округа Шицзячжуан провинции Хэбэй (КНР).

## История
Уезд Линшоу был образован в 206 году до н.э. при империи Западная Хань. При империи Суй уезд был преобразован в округ Янь (燕州), при империи Тан уезд был воссоздан. При империи Сун уезд Линшоу был сначала объединён с уездом Синтан, но два года спустя воссоздан вновь.
В 1949 году был образован Специальный район Шицзячжуан (石家庄专区), и уезд вошёл в его состав.В октябре 1958 года уезд Линшоу был присоединён к уезду Чжэндин, но в 1961 году уезды были воссозданы в прежних границах. В ноябре 1967 года Специальный район Шицзячжуан был переименован в Округ Шицзячжуан (石家庄地区).
В 1993 году постановлением Госсовета КНР округ Шицзячжуан и город Шицзячжуан были объединены в городской округ Шицзячжуан.

## Административное деление
Уезд Линшоу делится на 6 посёлков и 9 волостей.